# Lista de personagens de Saint Seiya
Este artigo contém uma lista de personagens que desempenham um papel em Saint Seiya (também conhecido como Os Cavaleiros do Zodíaco) e sua continuação canônica, Saint Seiya: Next Dimension, duas séries de mangá criadas, escritas e ilustradas por Masami Kurumada.
A trama de Saint Seiya começa em 1986, estendendo-se até 1990, e segue um grupo de cinco guerreiros místicos chamados Cavaleiros enquanto lutam em nome da deusa Athena contra agentes do mal que buscam governar a Terra. Seu principal inimigo no primeiro arco da história é o traidor Cavaleiro de Ouro de Gêmeos, que assassinou o representante de Athena e tomou seu lugar como líder dos Cavaleiros. No segundo arco, os Cavaleiros são confrontados com o deus do mar, Poseidon, que sequestra a reencarnação mortal de Athena e ameaça inundar o mundo com chuva incessante para limpá-lo dos males da humanidade. Seu inimigo final, que aparece no terceiro arco da série, é o deus do submundo, Hades, com quem Athena luta desde a era mitológica.
Saint Seiya: Next Dimension atua como uma prequela e uma sequência da primeira série. Ela detalha as consequências da guerra contra Hades e começa com Athena buscando ajuda dos deuses do Olimpo e de Chronos para salvar Seiya de Pégaso da maldição de Hades, viajando de volta ao século XVIII. Os dois principais antagonistas são as tropas da deusa Ártemis, no enredo do século XX, e a encarnação de Hades no século XVIII.

## Protagonistas

### Seiya de Pégaso
Seiya de Pégaso (天馬星座の星矢, Pegasasu no Seiya) é o Cavaleiro de Bronze da constelação de Pegasus. Com toda certeza, é o mais rápido e inteligente dos cavaleiros de Bronze. Sendo ele um habilidoso cavaleiro no combate físico. Uma criança órfã mais tarde revelada como sendo um dos filhos de Mitsumasa Kido, ele foi separado de sua irmã Seika e enviado para a Grécia para se tornar um Cavaleiro, um soldado da deusa Athena. Inicialmente motivado pelo desejo de se juntar à irmã, ele acaba descobrindo que protegeu Athena por milênios, sua alma retornando toda vez que ela reencarna para ajudá-la nas batalhas contra os agentes do mal que ameaçam a Terra. Como um guerreiro de imenso poder, Seiya alcança a vitória em batalhas impossíveis, ocasionalmente vestindo a Armadura de Ouro de Sagitário contra oponentes particularmente desafiadores. Ele derrota os deuses Poseidon e Hades, embora o último o amaldiçoe no final de Saint Seiya para interromper seu ciclo de renascimento. Ele é deixado em estado de coma, que Athena procura reverter na sequência canônica Next Dimension. Seiya é proclamado como o futuro Cavaleiro de Ouro de Sagitário, sucessor de Aiolos de Sagitário.

### Shiryu de Dragão
Shiryu de Dragão (龍星座の紫龍, Doragon no Shiryū) é o Cavaleiro de Bronze da constelação de Draco, o Dragão, considerado o mais centrado e habilidoso no combate físico. Como um dos filhos de Mitsumada Kido, ele foi enviado ainda com pouca idade para os Cinco Picos Antigos de Rozan para treinar com o Cavaleiro de Ouro de Libra e adquirir a Armadura de Dragão. Esta Armadura é conhecida por possuir o punho e o escudo mais fortes. Depois que ele retorna ao Japão, Shiryu se envolve nas batalhas para recuperar a Armadura de Ouro de Ikki e os Cavaleiros Negros, e eventualmente descobre que Saori Kido é a deusa Athena que ele jurou proteger. Na batalha que se seguiu contra o Cavaleiro de Prata Algol de Perseu, Shiryu é forçado a se cegar para alcançar a vitória. Ele recupera sua visão ao despertar seu sétimo sentido durante a luta contra Máscara da Morte de Câncer, mas depois a perde uma segunda vez enquanto enfrenta o General de Poseidon Krishna de Chrysaor. No Final da Saga de Poseidon, Shiryu veste a armadura de Libra e ajuda Hyoga de Cisne e Seiya de Pégaso a batalhar contra o Deus dos Mares, Poseidon. Na sequência oficial do mangá de Saint Seiya, Next Dimension, Shiryu e Shunrei adotaram um bebê a quem deram o nome de Shoryu. Então, ele volta no tempo com Hyoga, ao tempo da Guerra Santa anterior contra Hades no século XVIII, a fim de ajudar Saori/Athena a salvar a vida de Seiya, que está amaldiçoado pela espada do deus do submundo. Shiryu é proclamado como o futuro Cavaleiro de Ouro de Libra, sucessor de Dohko, pelo Cavaleiro de Ouro do século XVIII, o jovem  Dohko de Libra.

### Hyoga de Cisne
Hyoga de Cisne (白鳥星座の氷河, Kigunasu no Hyōga) é o Cavaleiro de Bronze da constelação de Cygnus. Ele nasceu na vila fictícia de Kohoutek, no leste da Sibéria, que, na época em que Kurumada escreveu e desenhou seu mangá, estava na União Soviética. Tendo um excelente domínio do cosmo, na Batalha das 12 Casas, superou seu mestre Camus de Aquário e alcançou o Zero Absoluto, a temperatura mais baixa que pode ser alcançada, sendo capaz de congelar armaduras de Ouro. Hyoga é frequentemente retratado usando uma cruz e um rosário da Cruz do Norte, outro nome para a constelação de Cygnus. Calmo por natureza, ele exibe um exterior aparentemente sem emoção, mas um lado mais terno de seu personagem emerge em algumas ocasiões, como quando ele expressa sua gratidão a Shun de Andrômeda por ter salvado sua vida e sua devoção eterna ao seu mentor Camus de Aquário. Ele aparece pela primeira vez na série quando recebe uma ordem do Santuário para eliminar seus companheiros Cavaleiros de Bronze, mas rapidamente abandona essa missão quando descobre a verdade sobre a identidade de Saori Kido e se junta a ela nas batalhas contra seus inimigos. Enquanto no Templo Submarino de Poseidon, ele reencontra Isaak de Kraken, um colega aprendiz de Camus. Para pagar uma antiga dívida com o Marina, Hyoga sacrifica um de seus olhos. Ele ocasionalmente veste a Armadura de Ouro de Aquário. Na adaptação para anime, ele recebeu um mestre diferente: um personagem original conhecido como Cavaleiro de Cristal, que era, por sua vez, aprendiz de Camus de Aquário. No Japão, Hyoga é um personagem popular, ocupando o segundo lugar nas pesquisas de personagens principais dos Cavaleiros de Bronze. Na sequência oficial do mangá de Saint Seiya, Next Dimension, Hyoga volta no tempo com Shiryu, ao tempo da Guerra Santa anterior contra Hades no século XVIII, a fim de ajudar Saori/Athena a salvar a vida de Seiya, que está amaldiçoado pela espada do deus do submundo. Hyoga é proclamado como o futuro Cavaleiro de Ouro de Aquário, sucessor de Camus, pelo Cavaleiro de Ouro do século XVIII, Mystoria de Aquário.

### Shun de Andrômeda
Shun de Andrômeda (アンドロメダ星座の瞬, Andoromeda no Shun) é o Cavaleiro de Bronze da constelação de Andrômeda e irmão mais novo de Ikki de Fênix, embora ele compartilhe o mesmo pai que o resto dos principais Cavaleiros de Bronze. Ele treinou na Ilha de Andrômeda com o Cavaleiro de Prata Daidalos de Cefeu e retornou ao Japão depois de ganhar sua Armadura, esperando se reunir com Ikki. Ele ajuda Athena a recuperar o Santuário e mais tarde se envolve nas batalhas contra Poseidon e seus generais. No arco final, é revelado que o medalhão que ele carrega desde bebê foi dado a ele por Pandora, para marcar seu corpo como o futuro receptáculo de Hades. Ikki consegue libertá-lo depois que o deus toma conta de seu corpo e ambos seguem Athena para os Campos Elísios, onde Shun veste brevemente a Armadura de Ouro de Virgem e ajuda a finalmente derrotar Hades. Em Next Dimension (sequência canônica e prequela), Shun acompanha Athena até o século XVIII, para salvar Seiya da maldição da espada de Hades. Lá, ele une forças com o antigo Cavaleiro de Pégaso, Tenma, para salvar a deusa indefesa dos Espectros de Hades. Shun é proclamado como o futuro Cavaleiro de Ouro de Virgem, sucessor de Shaka de Virgem. Na adaptação para anime, o nome de seu mestre foi alterado para Albiore.

### Ikki de Fênix
Ikki de Fênix (鳳凰星座の一輝, Fenikkusu no Ikki) é o Cavaleiro de Bronze da constelação de Phoenix e irmão mais velho de Shun. Ele treinou na infernal Ilha da Rainha da Morte sob o comando de Guilty, o que o transformou em uma pessoa solitáriaa, fria e dura. Ikki aparece pela primeira vez como um antagonista, como o líder dos Cavaleiros Negros que está determinado a tomar a Armadura de Ouro de Sagitário para si e destruir os outros Cavaleiros de Bronze por vingança contra a Fundação Graad. Mais tarde, ele supera seu ódio e se torna um aliado de Athena e dos Cavaleiros de Bronze, muitas vezes chegando em momentos críticos para salvá-los da morte certa. Nascido sob o signo de Leão, Ikki veste a Armadura de Ouro de Leão uma vez, durante a luta contra os deuses gêmeos Hypnos e Thanatos nos Campos Elísios. Em Next Dimension, a continuação canônica e prequela de Saint Seiya, depois que Athena visita o Monte Olimpo para conhecer sua irmã Artemis e pedir sua ajuda para curar Seiya da maldição que Hades infligiu a ele, Shun Andrômeda é atacado pelos soldados de Ártemis, os Satélites e sua comandante Lascoumoune. Shun consegue derrotar os Satélites, mas não Lascomoune, que quase tira sua vida. Ikki então intervém para proteger seu irmão e derrota a comandante dos Satélites. Depois, ele segue Athena e Shun no passado, até a guerra contra Hades que ocorreu no século XVIII. Ikki é proclamado como o futuro Cavaleiro de Ouro do Leão, sucessor de Aiolia, pelo Cavaleiro de Ouro do século XVIII, Kaiser de Leão.

### Saori Kido
Saori Kido (城戸沙織, Kido Saori), é a reencarnação da deusa grega da guerra, sabedoria, justiça e esforço heróico, Athena (女神, Atena), no século XX. Baseada na deusa grega de mesmo nome, ela é filha de Zeus e irmã de Ártemis e Apolo. Ela geralmente carrega um cajado dourado representando Nike, a Deusa da Vitória, e um escudo que pode eliminar todo o mal, além de uma poderosa Armadura Divina. Ela renasce aproximadamente a cada 250 anos para proteger a Terra do mal com a ajuda de seus leais Cavaleiros. Quando ainda era bebê, Saga de Gêmeos tenta matá-la, mas Aiolos de Sagitário salva sua vida e a entrega a Mitsumasa Kido, que a cria em segredo no Japão. Treze anos depois, após a morte de Mitsumasa, Saori reúne os Cavaleiros de Bronze que a Fundação Graad treinou e luta para recuperar o Santuário do controle de Saga. Durante o arco de Poseidon, ela se oferece para ser trancada dentro do pilar principal no Templo Submarino de Poseidon enquanto ele se enche da água que teria inundado a Terra. Depois que seus Cavaleiros a salvam, ela sela novamente a alma de Poseidon. No arco Hades, ela se infiltra no submundo e segue Hades para os Campos Elísios, onde ela também sela o deus do mal. Em Next Dimension, na esperança de salvar a vida de Seiya da maldição lançada sobre ele pela espada de Hades, Saori viaja para o Olimpo para pedir a ajuda de Chronos. O Deus do Tempo a envia de volta à guerra do século XVIII contra Hades, conforme seu pedido, mas ela aparece no passado como um bebê indefeso à mercê de seus inimigos.
Nos capítulos mais recentes de Next Dimension, o autor Kurumada apresenta Sasha (サーシャ, Sāsha), encarnação anterior de Athena, que desceu à Terra mais uma vez durante o século XVIII.

### Tenma de Pégaso
Treinado para ser o Cavaleiro de Pégaso por Suikyo de Taça, Tenma de Pégaso (天馬星座の天馬, Pegasasu no Tenma) é a encarnação de Seiya no século XVIII e o melhor amigo de Alone. Depois que ele e Alone escapam de Dohko de Libra e Shion de Áries, Tenma percebe que seu amigo se tornou Hades. Ele promete proteger Alone, mas, quando tenta fazê-lo lembrar quem ele é, Pandora e alguns soldados Esqueletos intervêm e Tenma precisa ser salvo por Dohko e Shion. O trio é então cercado por Vermeer Griffon e Suikyo, que se revela como o Espectro de Garuda. Os Cavaleiros conseguem escapar depois que Pandora convoca os Espectros e bebe água da Armadura de Taça para se revitalizar. Lá, Tenma vê seu futuro: Seiya em uma cadeira de rodas. Retornando ao Santuário com Dohko e Shion, Tenma mais tarde encontra Shun de Andrômeda e os dois começam a escalar as Doze Casas, unindo forças para proteger a jovem Athena viajante do tempo.
Uma versão alternativa de Tenma faz uma aparição no spin-off Saint Seiya: The Lost Canvas, onde seu nome é escrito apenas em katakana.

### Outros Cavaleiros
O exército de Athena é composto por guerreiros conhecidos como Cavaleiros, que por milênios lutaram para proteger a deusa e os ideais que ela representa. Eles habitam o Santuário e possuem poderes sobre-humanos graças ao seu Cosmo, a energia do Big Bang que habita dentro de cada ser. Eles são divididos em três níveis hierárquicos – Bronze, Prata e Ouro – e usam trajes que estão ligados às constelações chamados de Armaduras. Embora todos os Cavaleiros tenham jurado fidelidade à deusa, Kurumada primeiro apresentou a maioria deles em um papel antagônico.

## Antagonistas
Os primeiros personagens a aparecer em um papel antagônico são os Cavaleiros Negros, servos de Ikki de Fênix em sua busca para matar todos os Cavaleiros de Bronze. Os segundos eram a maioria dos Cavaleiros de Prata e Ouro, enganados pela personalidade sombria do Cavaleiros de Ouro de Gêmeos, Saga. O conto dedicado a Hyoga que seguiu o arco Santuário do mangá apresentou os Guerreiros Azuis das terras geladas de Bluegrad. Depois, a maioria dos antagonistas eram várias divindades da mitologia grega: Poseidon e Hades, no Saint Seiya original, e os Olimpianos do Reino Celestial, em Saint Seiya: Next Dimension. A adaptação em anime do mangá introduziu vários outros antagonistas, como os Cavaleiros Fantasmas e os Guerreiros Deuses de Odin.

## Personagens de apoio
Alone (アローン, Arōn)
Receptáculo escolhido de Hades no século XVIII, com a alma mais pura da terra. Antes da Guerra Santa, ele era o melhor amigo de Tenma de Pégaso desde a infância. Ele conheceu Tenma durante uma tempestade de neve uma noite, em um barraco abandonado onde ambos buscaram refúgio. Tenma enganou Alone no início para que ele pudesse roubar seus pertences, mas foi interrompido por Suiky. Como Suikyo ia matar Tenma por roubo, Alone mentiu e disse que havia dado sua bolsa para Tenma. Suikyo acabou sendo convencido e disse a Tenma que ele agora estava em dívida com Alone e, portanto, deveria cuidar de Alone pelo resto de sua vida. No início da guerra, ele podia sentir que a escuridão estava vindo em sua direção, e que vinha atrás dele. Ele e Tenma escaparam de Dohko de Libra e Shion de Áries, e acabaram do lado de fora de um pequeno mausoléu. Quando Tenma voltou para recuperar sua Armadura, uma voz chamou Alone dentro do mausoléu. Ao entrar, ele encontrou a Espada de Hades presa no chão. Foi então que Pandora se mostrou e convenceu Alone a agarrar o punho da espada. Alone começou a mergulhar na escuridão e ignorou Tenma enquanto caminhava em direção ao Castelo de Hades.
Kiki (貴鬼)
Voz de: Hiroko Emori (Japonês), Fátima Noya (Português)
Aprendiz e auxiliar de Mu de Áries em Jamir, Kiki é um grande amigo de Shiryu e Seiya e ajuda os Cavaleiros de Bronze sempre que necessário. Assim como seu mestre, Kiki tem duas pintas em sua testa no lugar de sobrancelhas e descende do mesmo povo do extinto continente de Mu. Como outros habitantes de Jamir, Kiki detém uma poderosa telecinese e teletransporte. Na Saga de Poseidon, Kiki foi designado para entregar as armas da Armadura de Ouro de Libra aos Cavaleiros de Bronze e consegue cumprir sua missão, mesmo colocando a própria vida em risco e chegando a "lutar" contra um dos Generais Marinas. Na Saga de Hades, Kiki se uniu a Marin, Shaina e os Cavaleiros de Bronze secundários para proteger Seika dos ataques mortais de Thanatos, conseguindo sobreviver aos ataques e salvar a vida de Seika.
Cassios (カシオス, Kashiosu)
Voz de: Banjō Ginga (Japonês), Araken Saldanha (Português)
Anteriormente um aprendiz de Cavaleiro sob a tutela de Shaina de Serpentário. Gigantesco e de enorme força física, Cassios disputou com Seiya pela Armadura de Pégaso e o status de Cavaleiro. Ele foi, porém, vencido pelo rapaz, que ainda cortou uma de suas orelhas. Cassios sempre teve um grande respeito e apreço por Shaina, além de secretamente ser apaixonado por ela, mas percebe a atração que sua mestra sente por Seiya. Motivado por isso, Cassios toma o lugar de Seiya e morre durante uma luta contra Aiolia de Leão, tentando libertar o Cavaleiro de Ouro do controle do Satã Imperial de Saga. No anime, Cassios é o irmão caçula de Docrates, um personagem exclusivo do anime.
Esmeralda (エスメラルダ, Esumeraruda)
Voz de: Chisato Nakajima (Japonês), Angélica Santos (Português)
Uma escrava da Ilha da Rainha da Morte que foi vendida para um fazendeiro local por apenas três sacas de grãos. Em momentos de delírios causados pelo treinamento cruel, Ikki a confundia com seu irmão Shun, porque ela e Shun tinham semblantes parecidos, exceto pela cor do cabelo e pelo sexo. Ela foi morta por Guilty, mestre de Ikki, para forçá-lo a usar o poder do seu ódio. Ela tem um histórico similar na versão do anime, porém ela é filha de Guilty.
Eurydice (ユリディース, Yuridīsu)
Voz de: Yūko Nagashima (Japonês), Priscila Franco (Português)
Amante de Orphée de Lira, ela gozou de grande felicidade ao lado do Cavaleiro na Terra, até o dia de sua morte prematura por causa de uma picada de cobra. Triste pela sua morte, Orphée desceu ao Mundo dos Mortos para pedir que Hades a trouxesse de volta à vida. Tocado pela belíssima melodia de Orphée, Eurydice foi autorizada a voltar para a Terra pelo Deus do Submundo, mas, graças a um plano arquitetado pelo Espectro Faraó de Esfinge, ela foi condenada a permanecer presa no Mundo dos Mortos transformada em pedra, exceto pela cabeça. Mais tarde, Eurydice tentou ajudar Seiya de Pégaso e Shun de Andrômeda para fazerem Orphée retomar a sua lealdade esquecida à deusa Athena.
Guilty (ギルティー, Girutī)
Voz de: Hidekatsu Shibata (Japonês), Geraldo Barreto (Português)
Mestre de Ikki de Fênix durante o seu treinamento na Ilha da Rainha da Morte. Também conhecido como Cavaleiro do Diabo, Guilty se tornou uma criatura movida a ódio puro após ser submetido ao golpe Satã Imperial do Grande Mestre. Duro, implacável e cruel, Guilty esconde seu rosto atrás de uma máscara oni. Ele aplicava métodos brutais no treinamento de Ikki, a fim de torná-lo em um ser movido a ódio puro e capaz de exercer o poder da Armadura de Fênix. Guilty foi responsável pela morte de Esmeralda e foi morto por Ikki, como parte do teste final do seu discípulo para se tornar um Cavaleiro, mas, não sem antes revelar para Ikki o segredo do seu nascimento. Masami Kurumada nunca revelou a constelação de Guilty, apesar de ele ser reconhecidamente um Cavaleiro de Athena.
Cão Guarda do Inferno, Cérbero (地獄の番犬ケルベロス, Jigoku no Banken Keruberosu)
O enorme cão de guarda demoníaco de três cabeças que guarda a entrada do Mundo Inferior. Selvagem, de aparência grotesca e exalando um cheiro fétido, devorava implacavelmente as almas que pertenciam a pessoas gananciosas em vida. Faraó de Esfinge estava encarregado de cuidar da criatura, e foi derrotado temporariamente por Seiya de Pégaso e Shun de Andrômeda.
Miho (美穂)
Voz de: Naoko Watanabe (Japonês), Rita Almeida (Português)
Uma amiga de infância de Seiya, que trabalha como monitora do orfanato em que viveu com ele quando criança, junto com Seika, antes de Seiya ser enviado para treinar como Cavaleiro na Grécia. Miho é apaixonada por Seiya e representa o ponto de vista das pessoas normais, que são meras testemunhas e vítimas das batalhas entre os deuses. Na dublagem brasileira, o seu nome é Mino.
Mitsumasa Kido (城戸光政, Kido Mitsumasa)
Voz de: Kōhei Miyauchi (Japonês), Renato Master (Português)
Avô adotivo de Saori que a adotou e a levou para o Japão depois de encontrar um Aiolos de Sagitário moribundo no Santuário. No mangá, foi revelado que ele era na verdade o pai biológico de todos os órfãos que ele enviou ao redor do mundo para serem treinados como Cavaleiros. No anime, ele apenas pegou as crianças de vários orfanatos e as enviou para seu treinamento. Pouco antes de morrer, ele contou a Saori toda a verdade sobre o encontro com Aiolos no Santuário e suas origens divinas e o propósito de seu nascimento nesta época.
Natassia (ナターシャ, Natāsha)
Voz de: Akiko Tsuboi (Japonês), Marli Bortoletto, Denise Simonetto (Português)
Uma das mulheres de Mitsumasa Kido e falecida mãe de Hyoga de Cisne. Depois de morrer em um naufrágio, seus restos mortais foram preservados intactos pelas águas geladas dos mares siberianos. Ela também é conhecida alternativamente, tanto no mangá quanto na adaptação para anime como Mãe de Hyoga (氷河の母親, Hyōga no Māma). Kurumada mais tarde introduziu um personagem de mesmo nome no arco do conto dedicado a Hyoga no décimo terceiro volume do mangá, irmã de Alexei, líder dos Guerreiros Azuis.
Pégaso (ペガサス, Pegasasu)
O leal cavalo e corcel de Tenma. Ele salvou as vidas de Shion, Dohko e Tenma, protegendo-os dos soldados Esqueletos.
Seika (星华)
Voz de: Yuriko Yamamoto, Satsuki Yukino (OVA) (Japonês), Gilmara Sanches, Isabel de Sá, Melissa Garcia (OVA) (Português)
Irmã mais velha de Seiya, com quem ele perdeu contato quando foi enviado à Grécia para ser treinado como um Cavaleiro. Depois que Seiya foi levado, ela vagou pelo mundo procurando por ele. Por muito tempo ficou implícito que Marin, a mentora de Seiya, poderia ser Seika, e alguns personagens, incluindo Seiya, pensaram que possivelmente era verdade. Marin e Seika até compartilhavam as mesmas características físicas: mesma idade, mesma data de nascimento, mesma altura, mesmo local de nascimento. Além disso, Marin tem um irmão que ela perdeu e estava procurando. Seika ressurgiu como uma personagem separada no capítulo de Hades, completamente amnésica, depois de ter seguido Seiya sozinho até a Grécia. Foi a voz de Seika que, mais do que qualquer outra, incitou Seiya em sua luta contra Thanatos. É então revelado no arco final do mangá de Kurumada que Seika e Marin não são a mesma pessoa.
Shoryu (翔龍, Shōryū)
Um novo personagem introduzido por Kurumada em Next Dimension, um bebê órfão, encontrado nas terras dos Cinco Picos Antigos de Rozan, por Shunrei. Ele gosta muito de Shiryu.
Shunrei (春麗)
Voz de: Yumiko Shibata, Eriko Sato (OVA), Ai Bandō (OVA; Elísios) (Japonês), Letícia Ramos, Marli Bortoletto, Luciana Baroli (OVA) (Português)
Uma garota órfã criada pelo Mestre Ancião após ter sido encontrada ainda bebê na Aldeia de Rozan, na China. Shunrei é amiga de infância de Shiryu, por quem é apaixonada e se preocupa profundamente. Suas orações pelo bem do Cavaleiro de Dragão, sempre o ajudam em seus combates mais difíceis, principalmente em seus combates contra Máscara da Morte de Câncer, bem como contra o trio de Espectros Sylphid de Basilisco, Gordon de Minotauro e Queen de Alraune.
Suisho (水清, Suishō)
Irmão mais novo de Suikyo de Garuda. O Espectro é forçado a relembrar sobre ele depois de sofrer os efeitos do Golpe Fantasmas de Fênix de Ikki. Suisho foi afligido por uma doença terminal, assim Hades ofereceu a Suikyo para salvar a vida de seu irmão em troca de lealdade a ele. Suisho morreu logo após a oferta da divindade. O passado de Suisho continua a ser revelado em mais detalhes por Kurumada.
Grande Mestre do século XVIII (前聖戦の教皇, Zenseisen no Kyōkō)
O Grande Mestre governando o Santuário no século XVIII, um sobrevivente da Guerra Santa contra Hades no século XV. Ele concede a Shion e Dohko o posto de Cavaleiros de Ouro e o direito de vestir as Armaduras de Ouro de Áries e Libra. Ele também prevê o retorno de Hades à Terra e prepara Santuário para enfrentar tal evento. Um falso Grande Mestre, que jurou fidelidade a Hades, também desempenha um papel no enredo, se ele e o Grande Mestre legítimo são a mesma pessoa, ainda precisa ser revelado por Kurumada.
Tokumaru Tatsumi (辰巳徳丸, Tatsumi Tokumaru)
Voz de: Yukitoshi Hori (Japonês), José Soares (Português)
Mordomo, guarda-costas e braço direito de Saori. Homem de confiança de Mitsumasa Kido e faixa preta, terceiro dan em Kendō. Ele estava encarregado de supervisionar os órfãos que seriam enviados por todo o mundo para treinar e se tornarem Cavaleiros de Bronze, e devido à sua extrema severidade e às vezes comportamento abusivo, a maioria deles estava ressentida com ele. Ele sempre tentou ser forte e proteger Saori, mas até mesmo os soldados do Santuário podem derrotá-lo. (Não sem luta, no entanto, pois ele ofereceu resistência considerável para um homem em menor número). Ele começa como um retentor bastante assustador e abusivo para os futuros Cavaleiros, mas na verdade é um homem que tem a honra de proteger Saori e, no final, é o alívio cômico da série.
Yakov (ヤコフ, Yakofu)
Yakov (Яков, variação russa do nome Jacob) é um menino do vilarejo Kohoutek, no leste da Sibéria. É um grande amigo e vizinho de Hyoga de Cisne e o ajuda em diversas tarefas domésticas, além de cuidar do sono eterno da mãe de Hyoga quando ele está ausente. Yakov assume um papel importante na história especial "O Conto do Cisne - Natassia do País do Gelo", e nos episódios fillers em que o Cavaleiro de Cristal é controlado pelo Mestre Arles.

### Outras divindades
Ares (アレス, Aresu)
Brevemente mencionado no primeiro capítulo do mangá de Kurumada, o feroz e sanguinário deus da guerra, que lutou contra Athena e seus Cavaleiros milênios atrás, nas eras mitológicas.
Kronos (クロノス, Kuronosu) e Rhea (レア, Rea)
Brevemente mencionado por Dohko de Libra no vol.27 do mangá de Kurumada, os poderosos Titãs, cuja união deu origem a Hades, deus do submundo, nas eras mitológicas.
Cupido (キューピッド, Kyūpiddo)
Mencionado por Thanatos no vol. 27 do mangá de Kurumada, atribuindo a agitação das ninfas causada por Seiya de Pégaso, a sua travessura habitual.
Gigantes (ギガース, Gigāsu)
Mencionado brevemente no primeiro capítulo do mangá; a antiga raça de gigantes, que lutou contra Athena e seu exército nas eras do mito em um conflito que ficou conhecido como Gigantomachia nos mitos gregos.
Chronos, o Deus do Tempo (時の神・クロノス, Toki no Kami Kuronosu)
O deus que governa o tempo. Disse ser disforme e escondido dentro do universo. Athena encontra-se com ele no portão do tempo-espaço. Chronos ajuda Athena a retornar à era da Guerra Santa anterior para remover a maldição de Hades de Seiya, transformando-a em um bebê.
Nike, a Deusa da Vitória (勝利の女神・ニケ, Shōri no Megami Nike)
A deusa grega da vitória, que está sempre ao lado de Athena, se manifestou na forma de seu cajado de ouro, levando os Cavaleiros ao triunfo. Sua verdadeira forma é visível na estátua gigante de Athena Parthenos no Santuário.
Imperador Zeus (天帝・ゼウス, Tentei Zeusu)
Pai de Athena e o deus supremo do Olimpo. Sua participação é até hoje, reduzida a apenas menções por outros personagens e na narrativa de fundo.
Apolo, o Deus do Sol (太陽の神・アポロン, Taiyō no Kami Aporon)
Ele é mencionado de passagem quando Athena visita Ártemis, e diz-se que apenas observa a hora do dia. Irmão mais velho de Athena e Ártemis.
Buda (仏陀, Budda)
Voz de: Tomomichi Nishimura (Japonês), Daoiz Cabezudo (Português)
Um ser iluminado com quem Shaka conversou durante sua infância e lhe ensinou o verdadeiro valor da vida. Embora Kurumada indique a verdadeira identidade deste ser como Siddharta Gautama, o Buda Supremo, ele não confirma nem que ele é Buda Gautama nem se foi ele quem instruiu Shaka nos caminhos dos Cavaleiros.
Ninfas (ニンフ, Ninfu)
Voz de: Yui Kano
Os espíritos divinos menores nos Campos Elísios, que encantam Thanatos com sua bela voz e música.

### Personagens fora do mangá e do anime
Considerados canônicos dentro do universo de Saint Seiya, pois foram criados por Masami Kurumada, esses personagens não foram introduzidos em seu mangá, mas sim no primeiro filme de Saint Seiya. Eles também foram apresentados no musical Saint Seiya: Super Musical de 2011, que é baseado no mesmo filme. Eles são cinco ex-Cavaleiros, conhecidos coletivamente como os Cavaleiros Fantasmas: Kraisto de Cruzeiro do Sul (dublado por Ryūsei Nakao no filme e interpretado por Yūki Fujiwara no musical); Maya de Sagita, antecessor de Tremy de Sagita (dublado por Michitaka Kobayashi e interpretado por Yūki Matsuoka); Yan de Escudo (dublado por Keiichi Nanba e interpretado por Takeshi Hayashino); Orfeu de Harpa, antecessor de Orphée de Lira (dublado por Yūji Mitsuya e interpretado por Yasuka Saitoh); e Jaga de Órion (dublado por Yū Mizushima e interpretado por Yutaka Matsuzaki).
Kurumada contribuiu para projetar a aparência dos Guerreiros Divinos de Odin em Os Cavaleiros do Zodíaco: A Grande Batalha dos Deuses de 1988, mas praticamente não teve envolvimento na criação de Abel e seus três Cavaleiros da Coroa do Sol em Os Cavaleiros do Zodíaco: A Lenda dos Defensores de Atena de 1988 ou de Lúcifer e os Anjos Caídos em Os Cavaleiros do Zodíaco: Os Guerreiros do Armagedon. Por outro lado, o filme de 2004, Os Cavaleiros do Zodíaco: Prólogo do Céu foi baseado em uma história original de Kurumada. Desde a descontinuação do projeto, no entanto, os personagens e eventos desse filme foram substituídos na continuidade canônica da série por aqueles encontrados em Next Dimension.

## Personagens exclusivos do anime
A adaptação para anime de Saint Seiya apresenta vários personagens originais. O autor Masami Kurumada não esteve envolvido em seu processo de criação. Embora esses personagens tivessem uma participação no enredo até certo ponto, alguns foram posteriormente retransmitidos da continuidade do próprio anime para mantê-lo mais próximo do mangá. Eles variam de personagens de apoio a antagônicos.